# Yuriko Fuchizaki
Yuriko Fuchizaki (jap. 渕崎 ゆり子 Fuchizaki Yuriko; ur. 5 grudnia 1968) – japońska seiyū.

## Wybrana filmografia
- 1989: Piotruś Pan jako Michael
- 1990: Tajemniczy opiekun jako Emily
- 1997: Rewolucjonistka Utena jako Anshii Himemiya
- 2001: Fruits Basket jako Hiro Sōma
- 2006: Futari wa Pretty Cure Splash Star jako Michiru Kiryū